# Red de Bombas FLN

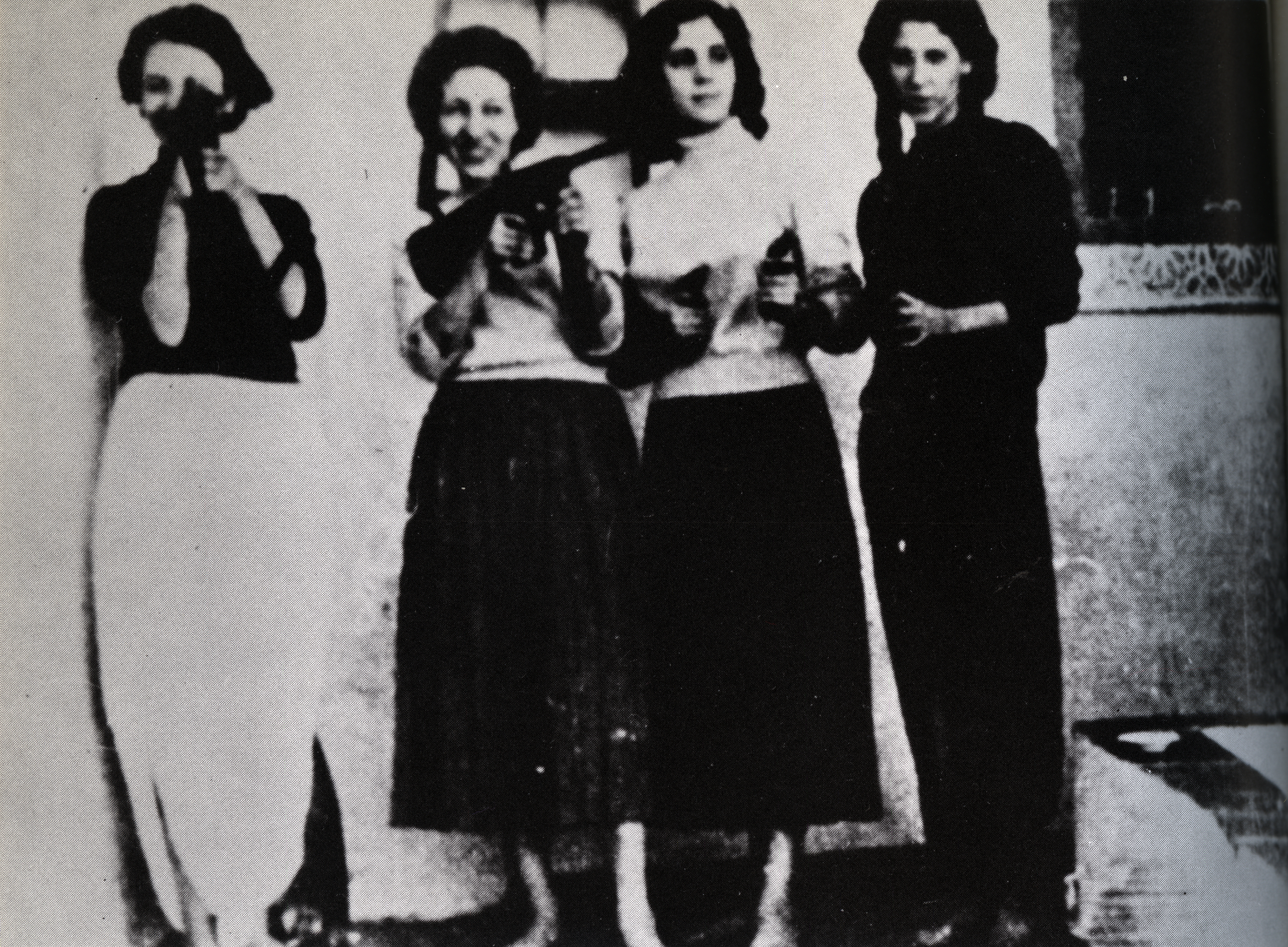
La Red de Bombas. De izquierda a derecha: Samia Lakhdari, Zohra Drif, Djamila Bouhired, Hassiba Bent-Bouali.

La Red de Bombas de Argelia fue una estructura clandestina creada por el Frente de Liberación Nacional (FLN) durante la Guerra de Independencia de Argelia (1954-1962). Su principal objetivo fue realizar atentados con explosivos en áreas urbanas controladas por las autoridades coloniales francesas, especialmente en la ciudad de Argel, la capital del país. Estas operaciones fueron parte de la estrategia del FLN de desestabilizar el régimen colonial francés y movilizar la opinión pública internacional en favor de la independencia de Argelia.
La Red de Bombas fue creada en el verano de 1956 dentro de la rama militar del FLN y dependía directamente del consejo de la ZAA (Zona Autónoma de Argel).

## Contexto Histórico

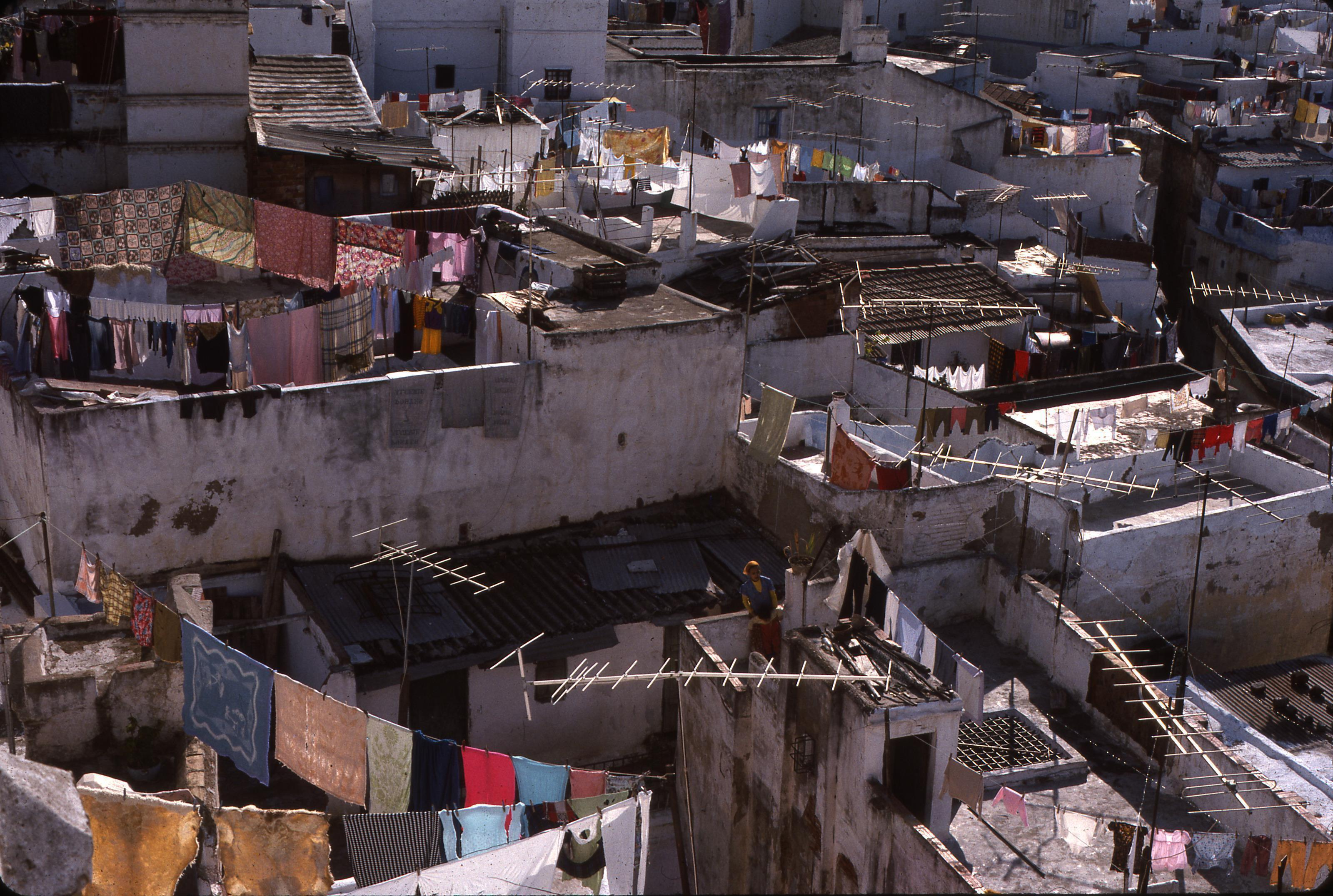
La Kasbah de Argel

La guerra de Independencia de Argelia fue un conflicto contra las fuerzas coloniales francesas, que buscaba la independencia de Argelia, entonces considerada una parte integral de Francia. El conflicto comenzó en 1954 y se intensificó con el uso de tácticas de guerrilla urbana, siendo una de las más destacadas la Batalla de Argel (1956-1957), donde la Red de Bombas desempeñó un papel fundamental en la lucha contra el dominio colonial francés.
Los atentados con bombas, dirigidos a instalaciones militares, comisarías de policía y otros lugares de interés estratégico para las autoridades coloniales, buscaban desestabilizar el control de los franceses y demostrar la capacidad del FLN para operar en territorios urbanos altamente protegidos.

## Liderazgo, Organización y Métodos Operativos
La Red de Bombas fue creada en el verano de 1956 dentro de la rama militar del FLN y dependía directamente del consejo de la Zona Autónoma de Argel (ZAA). Uno de los líderes clave de la red fue Yacef Saâdi quien desempeñó un papel fundamental en la planificación y ejecución de las operaciones de bombardeo en Argel. La red utilizaba tácticas como la colocación estratégica de bombas en lugares públicos y la utilización de temporizadores para coordinar explosiones simultáneas.

## La Participación de las Mujeres

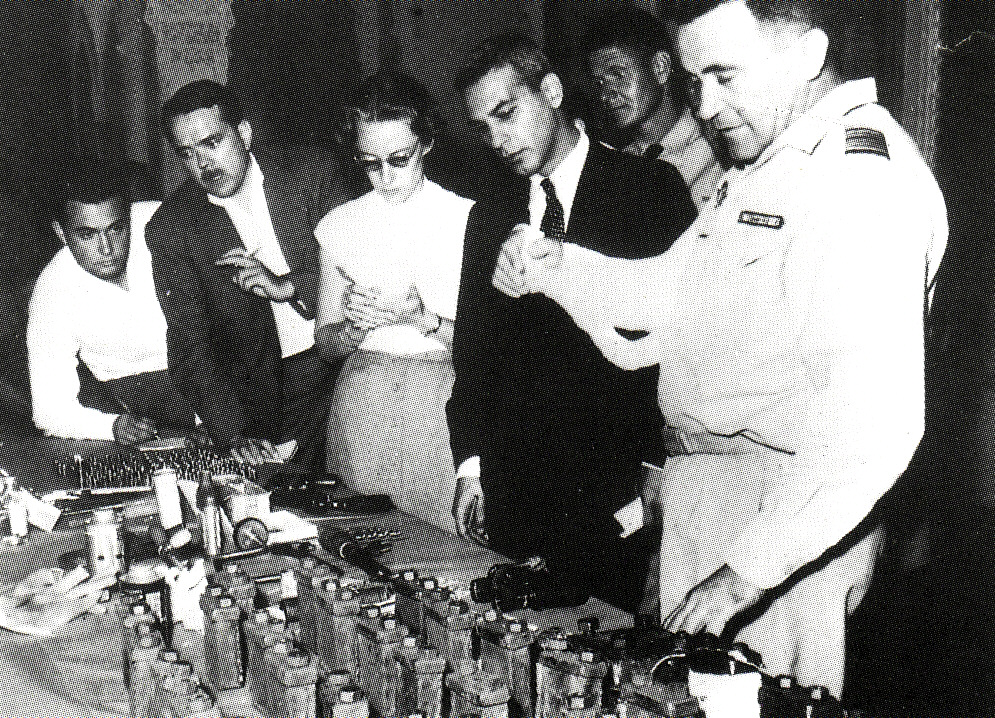
Desmantelamiento de la red de bombas (Batalla de Argel)

La participación femenina en la Red de Bombas fue fundamental.En un contexto donde las mujeres tradicionalmente tenían roles domésticos, muchas de ellas rompieron con los estereotipos de género al involucrarse activamente en la lucha armada. Las mujeres desempeñaron un papel esencial en las operaciones urbanas, aprovechando su capacidad para moverse con relativa facilidad entre la población civil y pasar desapercibidas por los controles militares.
A menudo, para atravesar los chevaux de frise (barricadas de alambre de espino) que rodeaban la Kasbah, las mujeres utilizaban los velos envolventes de los hayek argelinos para ocultarse. En otras ocasiones, se valían de bolsas de playa de estilo europeo (minettes), lo que les permitía pasar desapercibidas.

### Roles y Funciones
Entre las funciones más destacadas de las mujeres en la Red de Bombas se encuentran:
- Transporte de explosivos: Debido a su menor sospecha por parte de las autoridades coloniales, las mujeres podían transportar bombas y materiales explosivos a través de los puntos de control sin ser detenidas.
- Colocación de bombas: Las mujeres de la red colocaron explosivos en lugares estratégicos, como cafés, comisarías y edificios públicos.
- Trabajo de inteligencia: También fueron fundamentales como espías y mensajeras, trasladando información clave entre las células del FLN sin levantar sospechas.

La acción de la red de mujeres en estas operaciones reflejaba la capacidad para adaptar sus tácticas a las circunstancias del conflicto, maximizando sus recursos en una guerra desigual.

## Mujeres Destacadas
Entre las mujeres más emblemáticas que participaron en la Red de Bombas se encuentran:
- Djaouher Akrour: Fue arrestada por su participación en los bombardeos de los estadios de Argel en febrero de 1957. Condenada a muerte, fue encarcelada en la Prisión de Serkadji, pero posteriormente fue indultada. A lo largo de su vida, fue parte de la Organización Nacional de los Muyahidines,[10] otro grupo que luchó por la independencia de Argelia. Falleció el 8 de marzo de 2018 en Argel.
- Hassiba Ben Bouali: Apodada la "benjamina" de las combatientes femeninas en la Kasbah,[11] a los 18 años se ganó la confianza de los líderes del FLN. Su apariencia europea le permitió moverse con facilidad a través de los controles y los barrios europeos. Su primera tarea consistió en transportar materias primas a varios laboratorios clandestinos de fabricación de bombas y traer de vuelta los explosivos ya preparados. Además, desempeñaba el rol de enfermera, atendiendo a los heridos. El 14 de diciembre de 1956, la Fiscalía emitió una orden de arresto en su contra. Fue juzgada por contumacia en el Juicio de los Médicos, condenada a 20 años de trabajos forzados y, en el Juicio de los Bombardeos, sentenciada a muerte.[12]
- Djamila Bouazza: También se unió a los 18 años a la lucha por la independencia, participando activamente en operaciones de sabotaje y atentados contra las autoridades coloniales francesas.[13] Fue arrestada en 1957 durante la represión de la Batalla de Argel, siendo sometida a tortura en la prisión de Serkadji. Condenada a trabajos forzados, fue liberada tras un indulto. Tras la independencia de Argelia en 1962, Bouazza continuó trabajando por la inclusión de las mujeres en la nueva nación.
- Baya Hocine: Además de su labor como combatiente, Hocine también desempeñaba un papel fundamental en la logística de la resistencia. Fue arrestada por las fuerzas francesas y sometida a tortura, pero sobrevivió a los interrogatorios. Fue amnistiada tras los Acuerdos de Évian y fue elegida diputada de Argelia de 1977 a 1982.
- Samia Lakhdari: Aunque no es tan conocida como otras figuras, su participación en la lucha anticolonial también se enmarca en las acciones clandestinas.La detención de Zohra Drif en 1957

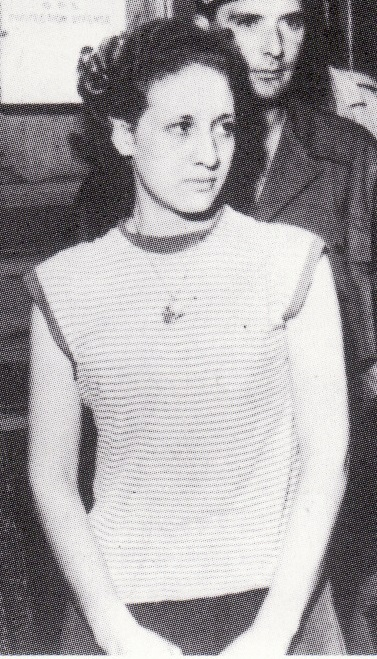
La detención de Zohra Drif en 1957

- Danièle Minne: Era una mujer francesa que se unió al lado del movimiento anticolonial argelino. Hija de la escritora Paulette Péju,  Danièle se radicalizó a favor de la causa argelina a una edad temprana. Fue arrestada por participar en actos de resistencia.Su compromiso muestra que la solidaridad internacional también jugó un papel en la lucha por la independencia.
- Annie Steiner: También fue una mujer francesa nacida en Argelia. en 1957, fue torturada por las fuerzas francesas y condenada a muerte. Su caso fue un símbolo de la brutalidad de la ocupación colonial y provocó una ola de solidaridad internacional. Su vida fue adaptada al cine por Youssef Chahine en la película Djamilah, estrenada en 1958.[14]
- Zohra Drif: Fue una de las figuras más conocidas, participando en un atentado que tuvo lugar en el café Milk Bar de Argel, uno de los ataques más simbólicos del conflicto. Drif fue arrestada, torturada y condenada a muerte, aunque más tarde fue liberada gracias a la presión internacional.
- Djamila Boupacha: Otra de las figuras heroicas del FLN, Boupacha fue arrestada en 1960 y, al igual que Bouhired, sufrió torturas extremas. Su sufrimiento fue documentado a nivel internacional y se convirtió en un símbolo de la lucha de las mujeres en la guerra de independencia.

Estas mujeres desempeñaron papeles esenciales en las operaciones de la Red de Bombas y se convirtieron en símbolos de resistencia frente a la opresión colonial y la violencia de género.

## Operaciones Destacadas
Las operaciones de la Red de Bombas fueron una de las tácticas más emblemáticas del FLN. A través de estos atentados, se buscaba dañar las instalaciones coloniales y provocar una reacción por parte del gobierno francés que aumentara la presión internacional sobre la ocupación.
Una de las operaciones más significativas tuvo lugar durante la Batalla de Argel (1956-1957), donde se llevaron a cabo una serie de atentados coordinados en la ciudad, que incluyeron la colocación de bombas en lugares frecuentados por la población europea, como cafés y comercios. Los atentados provocaron numerosas víctimas y dejaron una profunda huella en la población. Este período también estuvo marcado por la brutal represión del ejército francés, que utilizó la tortura como método sistemático para obtener información y sofocar la insurgencia.
La tortura sistemática contra estas mujeres por parte del ejército francés fue utilizada para debilitar el movimiento, pero al mismo tiempo expuso la brutalidad colonial, fortaleciendo la causa argelina en la opinión pública internacional.
Algunas de las operaciones más conocidas incluyen el atentado en el Milk Bar y la Cafetería Otomatic en Argel.

## Represión Francesa
Durante la Batalla de Argel en 1957, las fuerzas coloniales francesas implementaron medidas severas para desmantelar la Red de Bombas. Estas incluían tácticas de contrainsurgencia, detenciones masivas, desapariciones y el uso de la tortura para obtener información. En pocas semanas, Francia destruyó las estructuras políticas y militares del FLN, desmanteló su red de bombas y neutralizó a numerosas combatientes, debilitando significativamente la resistencia argelina en la capital.

## Importancia y Legado

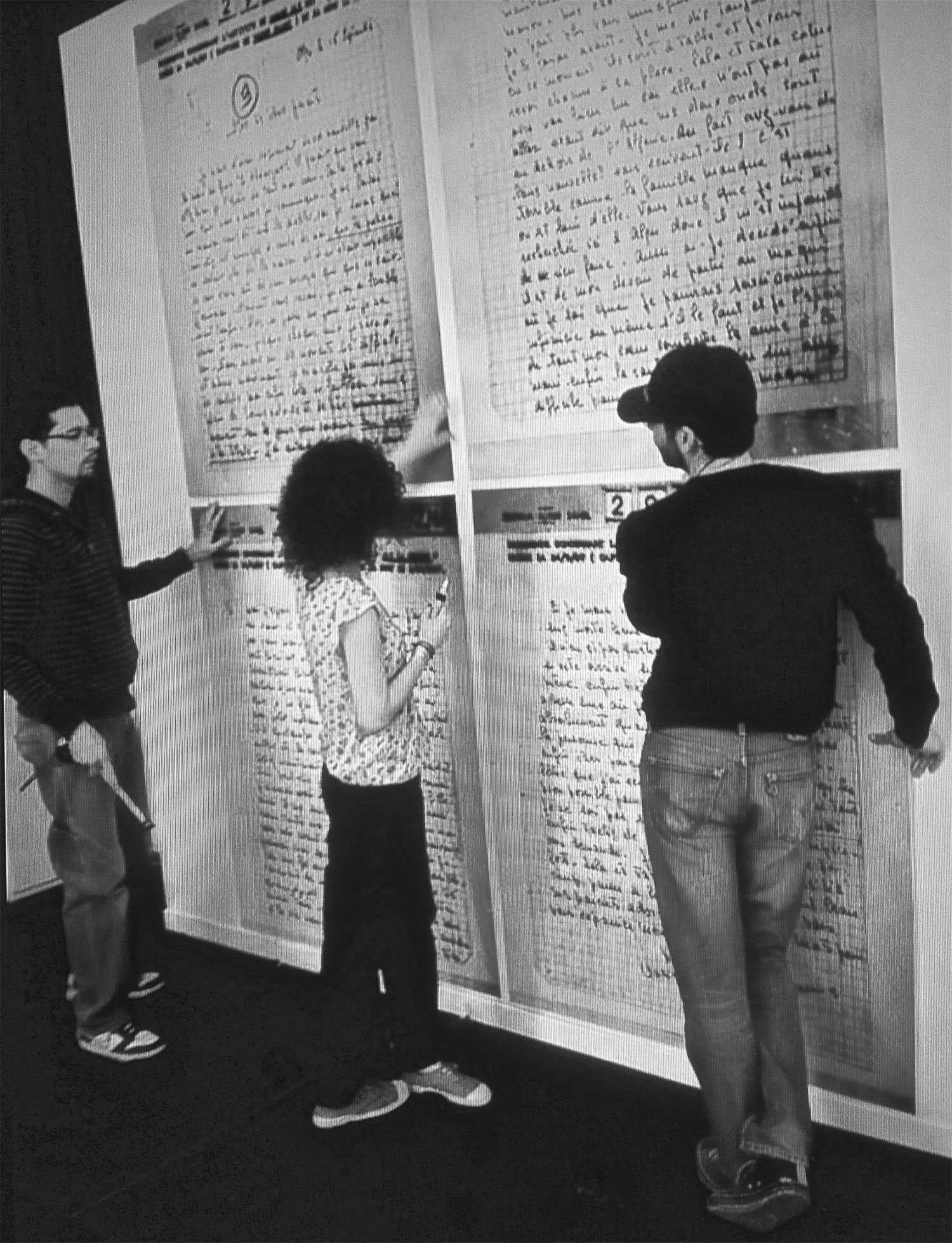

Las acciones de la Red de Bombas tuvieron un impacto significativo en la opinión pública internacional y en la política francesa, acelerando el proceso que condujo a la independencia de Argelia en 1962. Además, las tácticas de guerrilla urbana empleadas por la red han sido objeto de estudio en contextos posteriores de movimientos de liberación nacional, sirviendo como referencia para estrategias insurgentes en entornos urbanos.
La participación de las mujeres en la Red de Bombas representó una ruptura con los roles tradicionales de género dentro de la sociedad argelina y tuvo un impacto en la lucha por la independencia y en la historia de la nación. Aunque muchas de estas mujeres enfrentaron, una vez alcanzada la independencia, nuevas barreras sociales y políticas, su contribución al movimiento de liberación fue crucial y sigue siendo reconocida.
El papel de las mujeres en la guerra de independencia argelina, especialmente dentro de la Red de Bombas, subraya cómo las mujeres participaron activamente en la lucha armada y en la construcción de un legado de liberación que desafiaba las estructuras patriarcales existentes. 